# Pneumatopteris humbertii
Pneumatopteris humbertii là một loài dương xỉ trong họ Thelypteridaceae. Loài này được Holttum mô tả khoa học đầu tiên năm 1973.